# Coordinación Sociocultural de la Presidencia de la República
La Coordinación Sociocultural de la Presidencia de la República, también llamada Fundaciones de la Presidencia de la República, fue una agrupación de organizaciones de derecho privado de carácter cultural y social, dependiente del presidente de Chile. Fue creada en marzo de 1990, en el gobierno del presidente Patricio Aylwin, agrupando a las fundaciones que eran dirigidas por la primera dama. La coordinación fue disuelta en diciembre de 2022, en el gobierno de Gabriel Boric.
Fue dirigida por un funcionario denominado «coordinador(a) Sociocultural de la Presidencia», designado por el presidente; comúnmente era su cónyuge o pareja, la primera dama. Sin embargo, dicho cargo ha sido ocupado por figuras que no son cónyuge o pareja del presidente, lo cual sucedió en los dos gobiernos de la presidenta Michelle Bachelet (2006-2010 y 2014-2018), durante los cuales no existió el cargo protocolar de primera dama o primer caballero.
La Coordinación Sociocultural de la Presidencia de la República finalizó sus funciones el 31 de diciembre de 2022, con el traspaso de sus fundaciones a ministerios sectoriales: Prodemu pasó a depender del Ministerio de la Mujer, el Mineduc tomó Chilenter, Integra y el MIM, y finalmente Artesanías de Chile y FOJI, quedaron bajo el alero del Ministerio de las Culturas. Con este cambio, la presidencia de los directorios de aquellas fundaciones será nombrada por los secretarios de Estado y no por el presidente de la República, quien tradicionalmente nombraba a su cónyuge como titular de esas instituciones que fueron creadas en las últimas décadas. Asimismo, se eliminó el rol institucional de la primera dama.

## Fundaciones

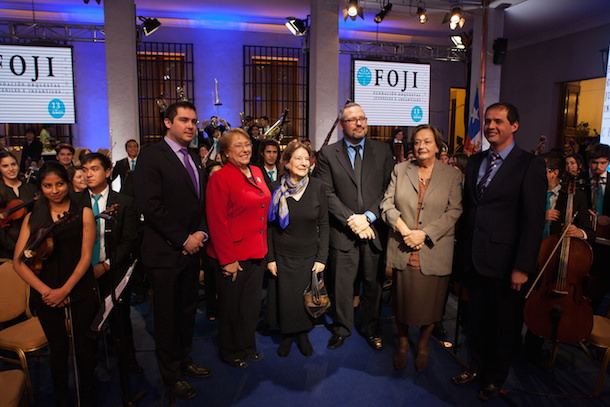
Gala de aniversario de la Fundación de Orquestas Juveniles e Infantiles en 2014, que contó con la asistencia la presidenta Michelle Bachelet y el director Sociocultural Sebastián Dávalos, su hijo.

Quien ejercía el rol de director o directora, posteriormente coordinadora, estaba a la cabeza de siete fundaciones ligadas a la presidencia de la República. Algunas de estas fundaciones presidenciales han servido para crear organismos relevantes dentro del Estado. Por ejemplo, con Marta Larraechea (1994-2000) la cónyuge de Eduardo Frei Ruiz-Tagle, se creó la «Fundación Nuevos Tiempos», de la que se originaría el Comité Nacional para el Adulto Mayor en 1995 (antecesor del Servicio Nacional del Adulto Mayor, Senama).
| Organización                                                   | Creada | Traspasada | Depende de                                            |
| -------------------------------------------------------------- | ------ | ---------- | ----------------------------------------------------- |
| Fundación Integra                                              | 1979   | 2022       | Ministerio de Educación                               |
| Fundación de las Familias                                      | 1990   | 2022       | Ministerio de Desarrollo Social y Familia             |
| Fundación para la Promoción y Desarrollo de la Mujer (Prodemu) | 1990   | 2022       | Ministerio de la Mujer y la Equidad de Género         |
| Fundación Tiempos Nuevos (MIM)                                 | 1994   | 2022       | Ministerio de las Culturas, las Artes y el Patrimonio |
| Fundación de Orquestas Juveniles e Infantiles (FOJI)           | 2001   | 2022       | Ministerio de las Culturas, las Artes y el Patrimonio |
| Fundación Artesanías de Chile                                  | 2002   | 2022       | Ministerio de las Culturas, las Artes y el Patrimonio |
| Fundación Chilenter                                            | 2002   | 2022       | Ministerio de Educación                               |

## Directoras del Área Sociocultural de la Presidencia
| Director(a)                                                                | Inicio              | Fin                     | Presidente(a)           |
| -------------------------------------------------------------------------- | ------------------- | ----------------------- | ----------------------- |
| Leonor Oyarzún Ivanovic                                                    | 11 de marzo de 1990 | 11 de marzo de 1994     | Patricio Aylwin         |
| Marta Larraechea Bolívar                                                   | 11 de julio de 1994 | 11 de marzo de 2000     | Eduardo Frei Ruiz-Tagle |
| Luisa Durán de la Fuente                                                   | 11 de marzo de 2000 | 11 de marzo de 2006     | Ricardo Lagos           |
| Adriana Delpiano Puelma                                                    | 16 de marzo de 2006 | 22 de enero de 2007     | Michelle Bachelet       |
| María Eugenia Hirmas                                                       | 10 de marzo de 2007 | 11 de marzo de 2010     | Michelle Bachelet       |
| Cecilia Morel Montes                                                       | 11 de marzo de 2010 | 11 de marzo de 2014     | Sebastián Piñera        |
| Sebastián Dávalos Bachelet                                                 | 17 de marzo de 2014 | 13 de febrero de 2015   | Michelle Bachelet       |
| Paula Forttes Valdivia                                                     | 17 de marzo de 2015 | 11 de marzo de 2018     | Michelle Bachelet       |
| Cecilia Morel Montes                                                       | 11 de marzo de 2018 | 11 de marzo de 2022     | Sebastián Piñera        |
| Irina Karamanos Adrían                                                     | 11 de marzo de 2022 | 29 de diciembre de 2022 | Gabriel Boric           |
| Directoras que ocuparon paralelamente el cargo protocolar de Primera dama. |                     |                         |                         |